# Pneumodermopsis michaelsarsi
Pneumodermopsis michaelsarsi is een slakkensoort uit de familie van de Pneumodermatidae. De wetenschappelijke naam van de soort is voor het eerst geldig gepubliceerd in 1913 door Bonnevie.